# Мариан Желев
Мариан Желев е български писател. Роден е в Добрич на 15 октомври 1974 г. Завършва вечерно училище в града. Бил е пещерняк, хижар. От 1999 г. живее във Варна. Член е на Съюза на българските писатели и на клуба на младия писател към СБП.

## Произведения
- „Свлачище“ – роман, 1998; издателство „Хай принт“ – Добрич; ISBN 954-9819-02-7, отличен със „Златен Пегас“ на конкурса „Южна пролет“;
- „Малката действителност“ – роман, 1999; издателство „Виго“ – Добрич; ISBN 954-9603-05-9
- „Сбогом, България!“ – роман, 2003; издателство „Хай принт“ – Добрич; ISBN 954-9819-03-5
- „Катастрофа“ – роман, 2006
- „Жив“ – роман, 2010
- „На бял свят“ – сборник разкази, 2015[1][2]
- „Спете спокойно: Подбрани истории“, 2020[3][4]

## Отличия
- „Златен пегас“ на конкурса „Южна пролет“ (1999), Хасково, България - за дебютен роман.[5][6]
- Международна литературна награда "Наджи Нааман" (2023), Бейрут, Ливан - в раздела за цялостно творчество.[7]